# Народна партія (Греція)
Народна партія (грец. Λαїκό Κομμα) — грецька консервативна та про-монархічна політична партія, заснована Дімітріосом Гунарісом, головним політичним опонентом Елефтеріоса Венізелоса та його Ліберальної партії. Партія існувала з 1920 до 1958 року.